# Callender (Iowa)
Callender es una ciudad situada en el condado de Webster, en el estado de Iowa, Estados Unidos. Según el censo de 2010 tenía una población de 376 habitantes.

## Geografía
Según la Oficina del Censo de los Estados Unidos, la localidad tiene un área total de 1,36 km², la totalidad de los cuales 1,36 km² corresponden a tierra firme.

## Demografía
Según el censo de 2010, había 376 personas residiendo en la localidad. La densidad de población era de 276,47 hab./km². Había 178 viviendas con una densidad media de 130,88 viviendas/km². El 98,67% de los habitantes eran blancos, el 0,27% afroamericanos, el 0,27% amerindios y el 0,8% pertenecía a dos o más razas.